# Giant Magellan Telescope
A Giant Magellan Telescope (magyarul Óriási Magellán-távcső) tervezett csillagászati obszervatórium, mely, ha megépül, nagyobb lesz minden eddigi tükrös távcsőnél. A Las Campanas Obszervatóriumban, Chilében építendő távcsövet a tervek szerint 2018-ban veszik használatba. Hét, 8,4 méter átmérőjű tükrének egyesített fénygyűjtő felülete egy 24,5 méter átmérőjű tükörének felel meg. A tükrök összesített fénygyűjtő felülete 368 m². A hétből az első tükör öntését és csiszolását 2008-ban megkezdték, 2010-re a távcső építési költségének több mint a 40%-át összegyűjtötték.

A tervek szerint a képminősége tízszer jobb lesz a Hubble-űrtávcső felvételeinél.

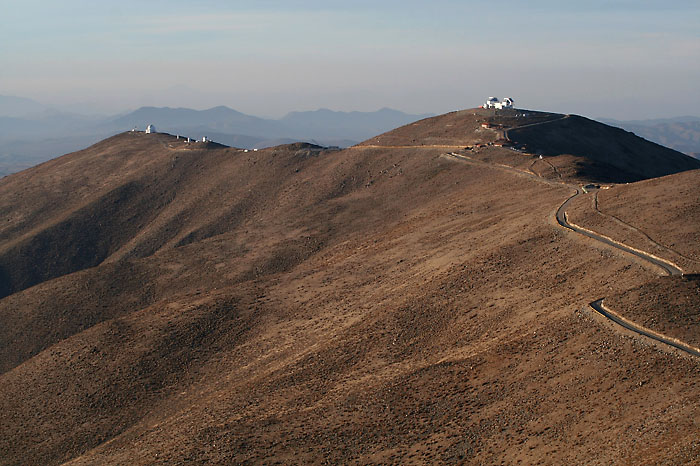
Las Campanas Obszervatórium